# Pelecopsis pakistanicus
Espèce
Pelecopsis pakistanicuss est une espèce d'araignées aranéomorphes de la famille des Linyphiidae.

## Distribution
Cette espèce est endémique du Gilgit-Baltistan au Pakistan,. Elle se rencontre vers Tsok.

## Description
La femelle holotype mesure 2,0 mm.

## Systématique et taxinomie
Cette espèce a été décrite par Tanasevitch en 2025.

## Étymologie
Son nom d'espèce lui a été donné en référence au lieu de sa découverte, le Pakistan.

## Publication originale
- Tanasevitch, 2025 : « Revision of the linyphiid spider collection of di Caporiacco from Karakoram (Aranei: Linyphiidae). » Arthropoda Selecta, vol. 34, no 1, p. 104-120.